# Storstrømsværket
Storstrømsværket var en del af planen om indførelse af kernekraft i Danmark. Projektet var et samarbejde mellem Energistyrelsen og det daværende Forsøgsstation Risø . Værket skulle placeres på vestsiden af Havnsø Næb ca. 3 km nordøst for Nørre Alslev på Falster
.
Området blev anset som ideelt på grund af den afsides placering og direkte adgang til kølevand fra Storstrømmen, og det var samtidig enkelt at forbinde til højspændingsnettet og føre kabler til København samt Tyskland og Sverige. 
Projektet blev mødt med modstand lokalt og i resten af landet, og flere foreninger var stærkt bekymrede over sikkerheden i projektet og de mulige følger for miljøet i Skovbyområdet og Storstrømsfarvandet
.

## Området i dag
Projektet blev endegyldigt skrinlagt i 1985.
De påbegyndte anlæg blev efterfølgende afviklet, og staten solgte de tilbageværende barakker i 1991 .